# Cabanes (la Fatarella)
Les Cabanes és una obra de la Fatarella (Terra Alta) inclosa a l'Inventari del Patrimoni Arquitectònic de Catalunya.

## Descripció
Les cabanes "de volta" són totes construïdes amb pedra i estan adossades al ribàs, amb la façana alineada amb el marge de sustentació del ribàs, de tal manera que vista de front és com una obertura al marge amb una coberta semicilíndrica. Els marges on es construeixen les cabanes són elements ordenadors dels espais oberts, i alhora fan de tanca de les diferents finques.
La utilització pròpia d'aquestes cabanes és aixoplugar persones i bestiar, en alguns casos, a falta de masia s'usava també com a habitatge.